# 林大造
林大造（日语：林 大造/はやし たいぞう，1922年3月21日—1979年11月9日），日本大藏省官员，曾担任大臣官房調査課長、财务省国际局副局长、局长。